# Ciclisme als Jocs Olímpics d'estiu de 1900 - Esprint

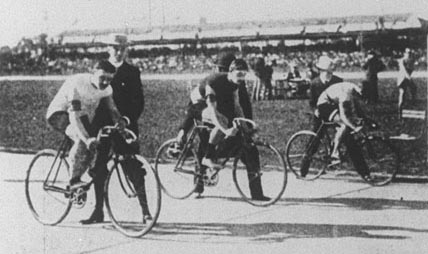
Els tres finalistes de la prova d'esprint

La prova de l'Esprint masculí fou la primera de les dues competicions ciclistes que es disputaren en aquests Jocs Olímpics. Es va disputar l'11 i el 13 de setembre. La cursa, de 2000 m a recórrer, es disputà a 4 rondes. 69 dels 72 ciclistes inscrits a les proves de ciclisme hi van prendre part, representant a sis països.

## Medallistes
| Or                 | Plata        | Bronze          |
| Albert Taillandier | Fernand Sanz | John Henry Lake |

## Resultats

### Primera ronda
La primera ronda es disputà l'11 de setembre. Començà a les 9 del matí. Els tres primers ciclistes de cada una de les 9 sèries passava a quarts de final.
| Posició | Ciclista           | Temps           |
| ------- | ------------------ | --------------- |
| 1       | Louis Hildebrand   | 1' 34,2" (15.4) |
| 2       | Giacomo Stratta    | Desconegut      |
| 3       | Ferdinand Vasserot | Desconegut      |
| 4-8     | Émile Dubois       | Desconegut      |
| 4-8     | Dubourdien         | Desconegut      |
| 4-8     | L. Dumont          | Desconegut      |
| 4-8     | František Hirsch   | Desconegut      |
| 4-8     | Pouget             | Desconegut      |

| Posició | Ciclista        | Temps           |
| ------- | --------------- | --------------- |
| 1       | Adolphe Cayron  | 1' 34,2" (14.2) |
| 2       | Georges Coindre | Desconegut      |
| 3       | Auguste Daumain | Desconegut      |
| 4-8     | Alfred Boulnois | Desconegut      |
| 4-8     | Romulo Bruni    | Desconegut      |
| 4-8     | Saignier        | Desconegut      |
| 4-8     | Émile Vadbled   | Desconegut      |
| 4-8     | Vianzino        | Desconegut      |

| Posició | Ciclista         | Temps           |
| ------- | ---------------- | --------------- |
| 1       | Paul Gottron     | 1' 32,4" (14.4) |
| 2       | Fernand Sanz     | Desconegut      |
| 3       | Paul Rosso       | Desconegut      |
| 4-8     | Amberger         | Desconegut      |
| 4-8     | L. Boyer         | Desconegut      |
| 4-8     | Georges Neurouth | Desconegut      |
| 4-8     | A. Roger         | Desconegut      |
| 4-8     | Ruez             | Desconegut      |

| Posició | Ciclista              | Temps           |
| ------- | --------------------- | --------------- |
| 1       | Paul Legrain          | 1' 30,4" (14.4) |
| 2       | Ernesto Mario Brusoni | Desconegut      |
| 3       | Théodore Fras         | Desconegut      |
| 4-8     | Omer Beaugendre       | Desconegut      |
| 4-8     | Coisy                 | Desconegut      |
| 4-8     | Franzen               | Desconegut      |
| 4-8     | Pichard               | Desconegut      |
| 4-8     | L. Saunière           | Desconegut      |

| Posició | Ciclista         | Temps           |
| ------- | ---------------- | --------------- |
| 1       | Léon Maisonnave  | 1' 35,8" (14.4) |
| 2       | Will Davis       | Desconegut      |
| 3       | Chaput           | Desconegut      |
| 4-8     | Fernand Boulmant | Desconegut      |
| 4-8     | Georg Drescher   | Desconegut      |
| 4-8     | Guillot          | Desconegut      |
| 4-8     | Lohner           | Desconegut      |
| 4-8     | Longchamp        | Desconegut      |

| Posició | Ciclista          | Temps           |
| ------- | ----------------- | --------------- |
| 1       | John Henry Lake   | 1' 35,8" (14.0) |
| 2       | Paul Espeit       | Desconegut      |
| 3       | Gaston Bullier    | Desconegut      |
| 4-8     | J. Bérard         | Desconegut      |
| 4-8     | Maxime Bertrand   | Desconegut      |
| 4-8     | Vladislav Chalupa | Desconegut      |
| 4-8     | Jacques Droëtti   | Desconegut      |
| 4-8     | M. Steitz         | Desconegut      |

| Posició | Ciclista           | Temps           |
| ------- | ------------------ | --------------- |
| 1       | Albert Taillandier | 1' 36,8" (15.0) |
| 2       | Marcel Dohis       | Desconegut      |
| 3       | Germain            | Desconegut      |
| 4-7     | Georges Augoyat    | Desconegut      |
| 4-7     | Bessing            | Desconegut      |
| 4-7     | Luigi Colombo      | Desconegut      |
| 4-7     | Maurice Monniot    | Desconegut      |

| Posició | Ciclista        | Temps           |
| ------- | --------------- | --------------- |
| 1       | Karl Duill      | 1' 35,4" (14.4) |
| 2       | Léon Ponscarme  | Desconegut      |
| 3       | Thomann         | Desconegut      |
| 4-6     | Maibaum         | Desconegut      |
| 4-6     | Pilton          | Desconegut      |
| 4-6     | Maurice Terrier | Desconegut      |
| —       | A. Porcher      | DQ              |

| Posició | Ciclista         | Temps           |
| ------- | ---------------- | --------------- |
| 1       | Antonio Restelli | 1' 37,6" (13.6) |
| 2       | Vincent          | Desconegut      |
| 3       | Joseph Mallet    | Desconegut      |
| 4-5     | Caillet          | Desconegut      |
| 4-5     | Mossmann         | Desconegut      |
| —       | P. Hubault       | DNF             |
| —       | Édouard Wick     | DNF             |

DNF: No finalitza 
DQ: Desqualificat

### Quarts de final
Els quarts de final es van disputar el primer dia de competició, l'11 de setembre. Començaren a les 14.00 i sols es classificava per a semifinals el primer de cada una de les 9 sèries.
| Posició | Ciclista        | Temps           |
| ------- | --------------- | --------------- |
| 1       | John Henry Lake | 2' 02,0" (13.2) |
| 2       | Giacomo Stratta | Desconegut      |
| 3       | Chaput          | Desconegut      |

| Posició | Ciclista       | Temps           |
| ------- | -------------- | --------------- |
| 1       | Fernand Sanz   | 2' 00,0" (14.0) |
| 2       | Gaston Bullier | Desconegut      |
| 3       | Paul Rosso     | Desconegut      |

| Posició | Ciclista        | Temps           |
| ------- | --------------- | --------------- |
| 1       | Georges Coindre | 1' 50,0" (14.4) |
| 2       | Karl Duill      | Desconegut      |
| 3       | Germain         | Desconegut      |

| Posició | Ciclista         | Temps           |
| ------- | ---------------- | --------------- |
| 1       | Antonio Restelli | 1' 52,4" (13.0) |
| 2       | Louis Hildebrand | Desconegut      |
| 3       | Auguste Daumain  | Desconegut      |

| Posició | Ciclista           | Temps           |
| ------- | ------------------ | --------------- |
| 1       | Albert Taillandier | 2' 00,6" (12.6) |
| 2       | Vincent            | Desconegut      |
| 3       | Thomann            | Desconegut      |

| Posició | Ciclista              | Temps      |
| ------- | --------------------- | ---------- |
| 1       | Joseph Mallet         | 2' 45,0"   |
| 2       | Ernesto Mario Brusoni | Desconegut |
| 3       | Théodore Fras         | Desconegut |

| Posició | Ciclista        | Temps           |
| ------- | --------------- | --------------- |
| 1       | Léon Maisonnave | 1' 49,2" (14.2) |
| 2       | Léon Ponscarme  | Desconegut      |
| 3       | Paul Espeit     | Desconegut      |

| Posició | Ciclista           | Temps           |
| ------- | ------------------ | --------------- |
| 1       | Ferdinand Vasserot | 2' 21,6" (14.2) |
| 2       | Marcel Dohis       | Desconegut      |
| 3       | Will Davis         | Desconegut      |

| Posició | Ciclista       | Temps           |
| ------- | -------------- | --------------- |
| 1       | Paul Legrain   | 2' 57,4" (13.8) |
| 2       | Paul Gottron   | Desconegut      |
| 3       | Adolphe Cayron | Desconegut      |

### Semifinals
Les semifinals es disputen el 13 de setembre. Sols el vencedor de cada sèrie passa a la final, assegurant-se una medalla.
| Posició | Ciclista           | Temps           |
| ------- | ------------------ | --------------- |
| 1       | John Henry Lake    | 2' 09,6" (13.6) |
| 2       | Ferdinand Vasserot | Desconegut      |
| 3       | Léon Maisonnave    | Desconegut      |

| Posició | Ciclista         | Temps           |
| ------- | ---------------- | --------------- |
| 1       | Fernand Sanz     | 2' 46,6" (13.4) |
| 2       | Antonio Restelli | Desconegut      |
| 3       | Georges Coindre  | Desconegut      |

| Posició | Ciclista           | Temps           |
| ------- | ------------------ | --------------- |
| 1       | Albert Taillandier | 2' 42,6" (14.6) |
| 2       | Paul Legrain       | Desconegut      |
| 3       | Joseph Mallet      | Desconegut      |

### Final
La final es disputà el mateix dia que les semifinals, el 13 de setembre
| Posició | Ciclista           | Temps           |
| ------- | ------------------ | --------------- |
| Or      | Albert Taillandier | 2' 52,0" (13.0) |
| Plata   | Fernand Sanz       | Desconegut      |
| Bronze  | John Henry Lake    | Desconegut      |